# Ermanno Fasoli
Ermanno Fasoli (Lecco, 9 novembre 1943) è un ex pugile italiano, olimpionico a Tokyo 1964 e più volte campione nazionale dei pesi superleggeri.

## Biografia

### Carriera da dilettante
È campione d’Italia dei pesi superleggeri nel 1964 a Roma, battendo ai punti Francesco De Pace. Grazie a tale risultato rappresenta l’Italia alle Olimpiadi di Tokyo 1964. Sconfigge al primo turno il coreano Park Gu-Il con verdetto unanime ma, nei quarti di finale, è costretto a cedere ai punti (4:1) al rumeno Josif Mihalic.
Rimane ancora un anno tra i dilettanti e, l’anno dopo, conquista la medaglia di bronzo ai Campionati europei di Berlino Est. Batte al primo turno il lussemburghese Kitzinger, nei quarti di finale il finlandese Osmo Kanerva, ma in semifinale si trova di fronte l’insormontabile ostacolo del campione europeo ed olimpico in carica, il polacco Jerzy Kulej e deve accontentarsi del terzo posto.

### Carriera da professionista
Fasoli passa professionista nel 1966. Sale sul ring 22 volte in meno di tre anni, ottenendo tutte vittorie, un pari e una sola sconfitta. Grazie a questo curriculum è designato a combattere con Pietro Vargellini per la semifinale del titolo italiano dei pesi superleggeri. Vince e ottiene la chance di sfidare il livornese Romano Fanali ma è sconfitto in casa del suo avversario per knock-out tecnico al settimo round il 14 maggio 1968. Il 17 settembre successivo, nella rivincita allestita sul ring di Cecina batte ai punti il detentore e conquista la cintura di campione d’Italia.
Difende il titolo quattro volte, vincendo sempre ai punti con Piero Cerù, Italo Duranti, il terzo incontro con Fanali e con l’ex campione d’Italia dei pesi leggeri Bruno Melissano. Il 6 marzo 1971 concede la rivincita a Piero Cerù che gli strappa il titolo nazionale a Roma per KOT al settimo round. 
Fasoli conclude imbattuto il 1971, vincendo quattro incontri e ottenendo un no contest. Poi accetta per la prima volta di combattere alcuni fruttuosi incontri all’estero, in termini d’ingaggio. Pareggia a Johannesburg contro Stoffel Steyn ma perde duramente a Parigi contro il non irresistibile Joseph Sossou (KOT al sesto round). Dopo questo match, a soli ventotto anni, si ritira dal pugilato.